# Otello (Verdi)
Pour les articles homonymes, voir Othello.
Personnages
- Otello, général maure de l'armée vénitienne (ténor)
- Desdemona, sa femme (soprano)
- Iago, enseigne d'Otello (baryton)
- Cassio, capitaine vénitien (ténor)
- Emilia, femme de Iago (mezzo-soprano)
- Roderigo, noble vénitien (ténor)
- Lodovico, ambassadeur de Venise (basse)
- Montano, ancien gouverneur de Chypre (basse)
- Un héraut (basse)
- Soldats et marins de la république de Venise, dames et gentilshommes vénitiens, peuple chypriote, hommes d'armes grecs, dalmates, albanais, enfants de l'île, un tavernier, quatre serviteurs de la taverne, chiourme (chœur)

Otello est un opéra en quatre actes de Giuseppe Verdi, sur un livret d'Arrigo Boito d'après Othello ou le Maure de Venise de William Shakespeare et créé au Teatro alla Scala de Milan, le 5 février 1887.

## Genèse
Alors que Verdi avait décidé de mettre un terme à sa carrière de compositeur d'opéras après le triomphe   d'Aïda en 1871, c'est l'éditeur de partitions milanais Giulio Ricordi, désespéré de perdre une aussi importante source de revenus, qui parvient à remotiver le compositeur par une série d'habiles propositions et de relances. Ricordi rappellera d’ailleurs le projet au bon souvenir de Verdi en lui envoyant, deux Noëls de suite, un gâteau avec un bonhomme en chocolat (allusion à Otello), au point que le projet d'opéra sera également surnommé "chocolat". Si Verdi s'est éloigné de l'opéra en 1871, sa retraite prend une forme spirituelle : il compose son Requiem en 1874. Ricordi, avec l'aide du chef-d'orchestre Franco Faccio, profite des suites d'un triomphe offert au Requiem à Milan le 30 juin 1879, pour subtilement orienter la conversation vers la pièce Othello de Shakespeare et un jeune librettiste en la personne d'Arrigo Boito. Verdi se laisse convaincre et finalement même enthousiasmer par le projet. Cependant, le public devra attendre 16 ans après Aïda pour applaudir le nouvel opéra du maître.

## Création
Le succès est triomphal dès la création. Verdi est rappelé à 20 reprises. L'opéra est bientôt produit à travers les théâtres en Europe comme outre-Atlantique : dès avril 1888 à New York, juillet 1889 à Londres et 1894 à Paris (enrichi d'un petit ballet composé par Verdi pour plaire aux goût parisien, comme il l'avait fait dans ses précédentes adaptations).

## Interprètes de la création
- Otello, général maure de l'armée vénitienne (ténor) : Francesco Tamagno
- Desdémone, sa femme (soprano) : Romilda Pantaleoni
- Iago, enseigne d'Otello (baryton) : Victor Maurel
- Cassio, capitaine vénitien (ténor) : Giovanni Paroli
- Emilia, femme de Iago (mezzo-soprano) : Ginevra Petrovich
- Roderigo, noble vénitien (ténor) : Vincenzo Fornari
- Lodovico, ambassadeur de Venise (basse) : Francesco Navarrini
- Montano, ancien gouverneur de Chypre (basse) : Napoleone Limonta
- Un héraut (basse) : Angelo Lagomarsino
- Soldats et marins de la république de Venise, dames et gentilshommes vénitiens, peuple chypriote, hommes d'armes grecs, dalmates, albanais, enfants de l'île, un tavernier, quatre serviteurs de la taverne, chiourme (chœur)
- Orchestre et chœurs du Teatro alla Scala de Milan
- Directeur d’orchestre : Franco Faccio
  - Arturo Toscanini était second violoncelle dans l'orchestre de la création[1].
- Chef de chœur : Giuseppe Cairati
- Directeur de scène : Gaetano Archinti

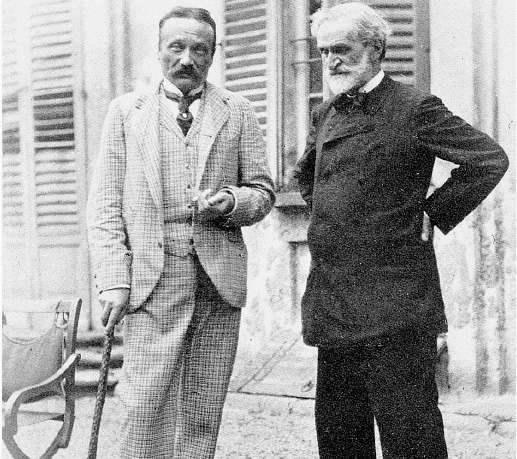
Arrigo Boito et Giuseppe Verdi

- Décors : Giovanni Zuccarelli
- Costumes : Alfredo Edel

## Argument
Au XVIe siècle, à Chypre, dans le port de Famagouste, le général Otello arrive avec son navire après avoir vaincu la marine turque en Méditerranée et assuré l'autorité vénitienne sur Chypre mais la jalousie, le complot et la vengeance mènent à la tragédie.

### Acte I
Il n'y a pas de prélude, l'opéra commence immédiatement Allegro agitato sur un rapide glissando de cordes menant à un formidable coup de tonnerre qui ébranle la salle. Le rideau s'ouvre à la troisième mesure sur un port de Chypre. Une violente tempête fait rage (éclairs et coups de tonnerre sont indiqués sur la partition) aussi bien sur scène que dans l'orchestre ! Un chœur attend avec impatience le retour d'Otello, général de la flotte vénitienne et gouverneur de l'île où il réside (Una vela ! Una vela !/Une voile ! Une voile !). En effet, la république de Venise dont il dépend l'a chargé de réprimer une attaque maritime des Turcs. Le chœur aperçoit un navire au loin sur la mer déchaînée : il s'agit du navire du chef qui se débat furieusement pour ne pas sombrer. Tout le chœur prie pour que la tempête se calme et que le navire accoste à bon port, sauf deux personnes : Iago, enseigne d'Otello et Roderigo, soupirant infortuné de Desdemona (Desdémone), femme d'Otello, qui souhaitent au contraire sa mort. Le navire donne sur le récif, mais finit miraculeusement sur la côte à la grande joie de la foule.
Otello apparaît, il a vaincu les Turcs et exprime son triomphe dans une brève mais puissante arietta (Esultate !/Réjouissez-vous !), la foule l'acclame tandis qu'il va rejoindre son épouse au palais. La foule se disperse un temps pendant qu'Iago et Roderigo devisent (Roderigo, ebben, che pensi ?/Rodrigue, eh bien, qu'en pensez-vous ?) : si Iago souhaite tout le mal à Otello parce que ce dernier a nommé Cassio capitaine à sa place et ne lui a pas donné d'avancement, Roderigo, lui, veut se débarrasser du Maure pour posséder sa femme. Iago promet qu'il se vengera d'Otello pour servir leurs desseins. La foule revient (Fuoco di gioia !/Feu de joie !) pour allumer un feu de joie et les taverniers préparent une beuverie. Iago commence à organiser sa terrible intrigue : d'abord gâcher la fête (Roderigo, beviam' !/Rodrigue, nous buvons !) en faisant passer Cassio pour responsable. Ce dernier arrive et Iago, qui sait qu'il ne supporte pas le vin, l'encourage à boire plus que de raison (Qua ragazzi, del vino !/Ici les gars, du vin !). Cassio grisé, tombe dans le premier piège de l'enseigne qui chante une joyeuse chanson à boire que reprend le chœur. Lorsque le capitaine est maintenant tout à fait saoul, Roderigo, stimulé par Iago, provoque Cassio en le traitant d'ivrogne. Le sang bouillant de Cassio est plus fort que le rappel à l'ordre de Montano, prédécesseur d'Otello (Capitano, v'attende la fazione ai baluardi/Le capitaine, il attend la faction des remparts) et les deux hommes se battent en duel : Cassio blesse Montano et Iago fait tout dégénérer en défaveur du capitaine tout en feignant de remédier à la crise : résultat, l'émeute gagne la ville entière.
« Abbasso le spade/Vers le bas avec les épées » tonne Otello, qui, irrité par ce tapage, a dû sortir du palais (tout comme Desdemona que le vacarme a réveillée). Il demande, en colère, ce qui s'est passé. Iago, en parfait hypocrite, l'assure de son amitié, mais se garde bien de lui donner la moindre indication. Cependant, Montano n'a-t-il pas été blessé ? La machination de Iago marche à merveille : Otello, furieux, dégrade Cassio qu'il tient pour unique responsable. Contrit, l'ex-capitaine rentre chez lui tout comme la foule qui s'en va, l'enthousiasme douché par ces événements. Iago et Roderigo rient sous cape alors qu'Otello va rejoindre sa femme. Alors s'élève un des plus beaux duos d'amour jamais composés par Verdi (Già nella notte densa/Déjà dans la nuit dense) où les époux chantent leur bonheur et leur amour sans nuages et se souviennent de leurs passés respectifs, moins roses que leur présent. Leurs voix s'unissent, passionnées. Quand Otello donne trois baisers à Desdemona, le hautbois chante un thème tendre qui sera repris dans la scène finale. Le rideau tombe sur leur étreinte.

### Acte II
Le rideau s'ouvre sur les jardins du palais ; Iago a décidé de verser le poison de la jalousie dans le cœur d'Otello grâce au naïf Cassio qui apparaît, inconsolable. Iago, dans son dialogue avec lui (Non ti crucciar/Ne déranger pas) le flatte en le nommant toujours capitaine puis lui fait remarquer que Desdemona « est le chef de notre chef » car son époux ne vit que pour elle. Qu'il demande à la clémente Desdemona d'intercéder en sa faveur. Conseil perfide dont Cassio est bien loin de deviner quelle sera l'issue. Cassio s'en va l'attendre dans le jardin où elle se promène. Resté seul, Iago chante avec force une célèbre aria (Vanne ! La tua meta già vedo/Allez-y ! Votre but, je le vois déjà) qui devient incroyablement cynique et féroce lorsqu'il entonne un Credo blasphématoire (Credo in un Dio crudel/Je crois en un Dieu cruel). Signalons en passant que Boito, le librettiste, suggéra à Verdi deux ans plus tard, de composer un Ave Maria qui lui tiendrait lieu de pénitence pour ce Credo sacrilège ! Et c'est ainsi que fut créée la première des Quattro pezzi sacri, ultime œuvre du compositeur. Desdemona arrive. Cassio, suivant l'avis de Iago (Eccola ! Cassio, a te !/La voici ! Cassio, à vous !), s'approche d'elle. En le voyant, elle renvoie Emilia, sa suivante, qui est aussi la femme de Iago pour qu'ils puissent parler seul à seule. Ils s'éloignent dans les jardins.
Otello arrive peu après. Parlant beaucoup mais dévoilant peu, Iago réussit par des allusions faussement innocentes à mettre l'influençable Otello dans un état d'agressivité et d'inquiétude aiguë (Ciò m'accora/Je n'aime pas ça). Lorsqu'il s'explique, il le fait en termes à dessein ambigus, il parle simplement de Cassio, de Desdemona qu'il « pense » (fausse hésitation, évidemment) avoir vus ensemble et donne conseil de faire attention aux propos qu'elle tiendra. Otello commence à fulminer mais à ce moment arrive Desdemona avec un petit chœur lui rendant hommage (Dove guardi splendono/Lorsque vous regardez des paillettes). Devant cette paisible scène, Otello se calme… provisoirement car lorsque Desdemona commence à lui parler de Cassio (D'un uom che geme/Un homme qui gémit), Otello a du mal à contenir son trouble. Bientôt, il éclate de colère lorsque son épouse, étonnée et inquiète de le voir dans cet état, veut lui essuyer son front avec un mouchoir brodé. Dans un accès de fureur, il jette le mouchoir. Emilia le ramasse mais Iago lui ordonne de le lui remettre ; elle refuse et il le lui prend de force avant de la menacer : elle ne doit rien dire de cette saynète. Révoltée, elle se soumet toutefois. Desdemona, ne comprenant rien au comportement de son mari s'éloigne rapidement.
Pour Otello, tout est clair : Desdemona est coupable. Iago, faussement affecté, tente de le tempérer en vain (Desdemona rea/Desdemona faux !...). Malgré son emportement, Otello exige de Iago, s'il ne veut pas connaître sa colère, de lui fournir une preuve tangible de l'infidélité de Desdemona. Faisant encore monter la tension, Iago invente un récit : Cassio, endormi, aurait fait un songe où parlant à voix haute il aurait évoqué le nom de Desdemona et son amour (Era la notte, Cassio dormia/C'était la nuit, Cassio dormait) ; peut-être y a-t-il eu une aventure entre les deux jeunes gens mais il n'en est pas sûr. Iago a beau parler en termes prudents, il sait très bien que cette fable a valeur de certitude pour son interlocuteur. Pire, il prétend se souvenir d'avoir vu un mouchoir brodé appartenant à Desdemona (premier présent d'amour offert par Otello, ce qui accentue la dramatisation de la scène) dans la chambre de Cassio. C'en est trop pour Otello qui, furieux, jure de se venger (Ah ! mille vite gli donasse Iddio !/Ah ! Combien de vies Dieu lui donnerait-il?). Iago l'assure de son amitié et le rideau tombe sur cette désagréable situation.

### Acte III

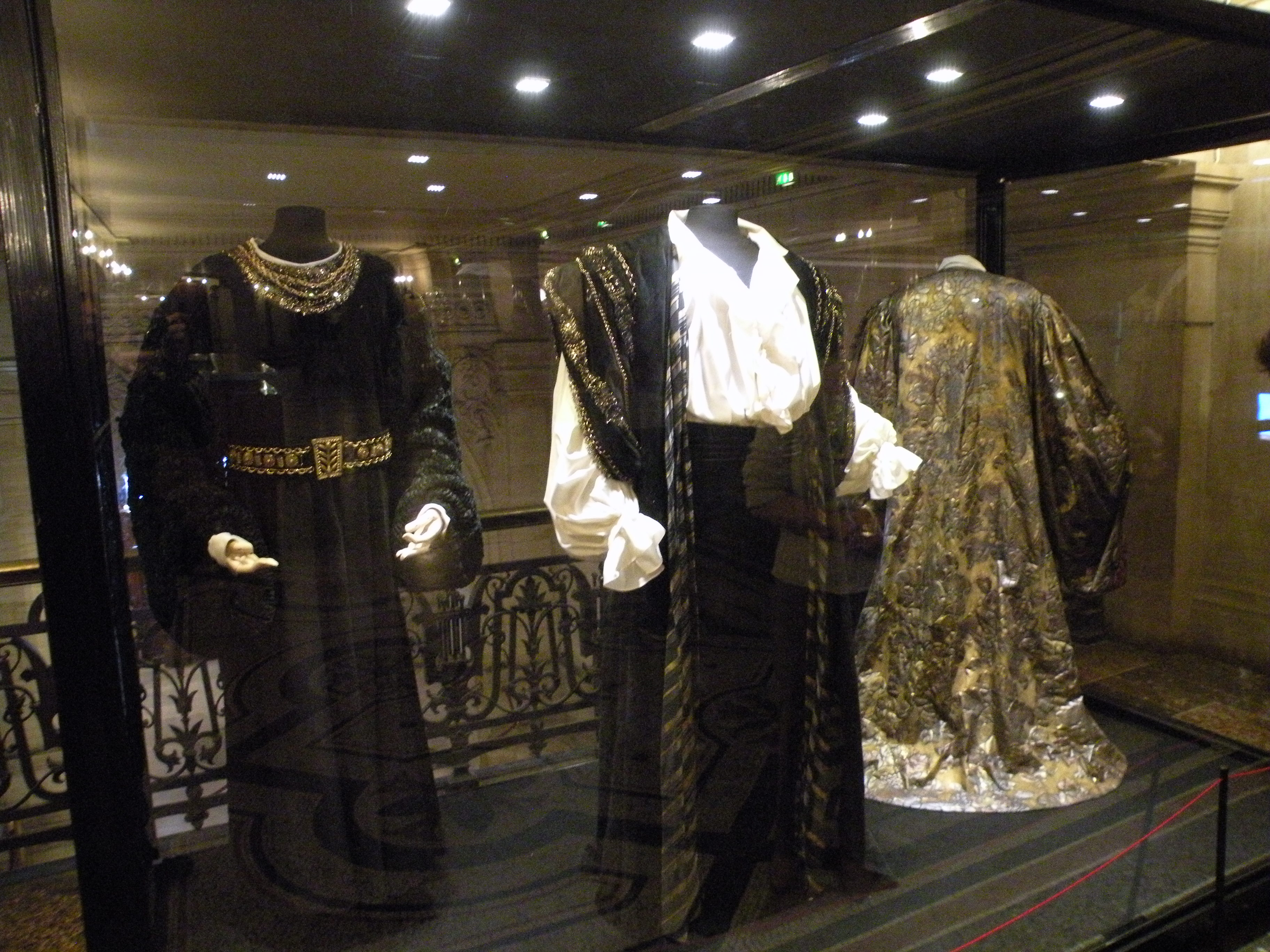
Costume d'Otello porté par Placido Domingo.

Brève introduction. Le rideau s'ouvre sur la salle principale du palais. Otello est loin d'être plus calme et écoute à peine le héraut qui lui annonce l'arrivée d'une délégation d'ambassadeurs vénitiens (Le vedetta del porto ha segnalato/La vue des ports a fait des signes), il est surtout concentré sur son problème conjugal. Iago lui dit qu'il va lui apporter la preuve définitive de l'inconstance de Desdemona. Justement, elle entre et Iago s'éclipse. Otello lui parle sans excès mais lorsqu'elle parle à nouveau de Cassio (Dio ti giocondi, o sposo/Dieu rend content, ou l'époux), il s'emporte et demande le mouchoir brodé de Desdemona. Elle ne l'a évidemment pas et la fureur d'Otello revient ; il n'hésite pas à l'accuser. Elle proteste de son innocence, lui dit que son seul crime est de l'aimer et pensant que le mouchoir n'est qu'un prétexte, elle dit avec un sourire que c'est pour dévier la conversation et tente de reparler de Cassio ce qui ne fait qu'accroître la rage d'Otello qui lui hurle son accusation d'adultère. La jeune femme perd pied et s'enfuit épouvantée, ne comprenant pas ce qui arrive à son mari. Dans un monologue amer (Dio ! mi potevi scagliar tutti i mali/Dieu ! Je pourrais jeter tous les maux), il se révolte contre une telle trahison : il préfère misère et déshonneur plutôt que d'être trompé.
Il se cache quand Cassio arrive qui veut savoir s'il a été pardonné (Vieni; l'aula è deserta/Venez; la classe est abandonnée). Iago prétend ne rien savoir et détourne la conversation sur une maîtresse de Cassio, Bianca, mais Iago mène le jeu de façon qu'Otello croie qu'ils parlent de Desdemona. Le dialogue provoque la colère d'Otello qui atteint son paroxysme lorsque Cassio brandit le mouchoir brodé qu'il a trouvé dans sa chambre (Questa è una ragna/C'est une araignée). s'il n'est pas difficile de deviner qui l'a mis là, c'est moins facile pour Cassio. Iago, sur le ton de la plaisanterie insinue que Desdemona l'y aurait mis. Otello, furibond, ne remarque même pas que Cassio ignore comment cet objet de femme est arrivé là.
Cassio part. « Come la ucciderò ?/Comment la tuerai-je? » se demande Otello pour qui la « preuve » est décisive. Iago lui suggère qu'elle meure où elle a péché : sur le lit nuptial. Otello nomme Iago capitaine alors qu'au dehors, la foule, au passage de la délégation vénitienne, acclame son chef. « Viva ! Evviva ! Viva il leon' di San Marco !/Viva ! Hourra ! Vivre le lion de Saint Marc ! » s'exclame le peuple, entrant avec la délégation menée par Lodovico qui s'étonne de l'absence de Cassio. À contrecœur, pendant que Desdmona entre, le Leon di San Marco l'envoie chercher et il arrive. Otello lit le message du Doge qui le rappelle à Venise et nomme comme successeur… Cassio! Otello interprète la tristesse de Desdemona et de Cassio comme le fait de leur prochaine séparation. Cette interprétation et la faveur faite à son « rival » est la goutte qui fait déborder le vase. Otello entre dans une rage incontrôlable et jette sa femme à terre (A terra ! Sì, nel livido fango/À terre ! Oui, dans la boue furieuse) sous les sons d'un orchestre déchaîné et devant une foule et un Lodovico consternés. Desdemona, effondrée, entame sa complainte mais nulle haine dans ses paroles, elle aime toujours son époux malgré la honte qu'il lui fait subir. Ce chant émouvant d'une superbe beauté fait frémir l'assistance. Roderigo et Iago comprennent immédiatement qu'il va falloir agir vite car le couple doit partir le lendemain ! Sur une proposition de Iago, Roderigo accepte de s'occuper de Cassio. Perdant tout sang-froid (Fuggite ! Ciel ! Tutti fuggite Otello/Fuyez ! Ciel ! Tous fuyez Othello) Otello, à grands cris congédie violemment l'assistance et maudit Desdemona qui quitte la salle, anéantie. Sa fureur est si forte qu'il s'évanouit de rage. Le reste de la foule, dehors, continue d'acclamer « il Leon di San Marco ». Iago, avec un écrasant mépris, répond ironiquement en lui-même à leurs accents : « Ecco il Leon » en désignant le Maure évanoui à même le sol. Lui-même se demande pourquoi il n'écrase pas sous son pied la tête du gouverneur. Le rideau tombe sur la jubilation féroce du nouveau capitaine.

### Acte IV
Grave introduction orchestrale. Le rideau s'ouvre sur la chambre d'Otello et de Desdemona (Desdémone). Emilia et sa maîtresse sont dans la chambre. Desdemona a des pensées sombres (Era più calmo?/Était-il plus calme?), son mari lui fait peur et lui a ordonné de l'attendre dans leur chambre. Emilia, en sortant la robe nuptiale, entend sa maîtresse lui dire que si elle mourait, qu'elle soit enterrée dans l'un des voiles de la robe. Ces pressentiments morbides ne mettent guère à l'aise la suivante qui tente de la rassurer sans succès. Desdemona, habitée par le souvenir d'une servante séduite puis abandonnée se souvient d'une chanson que cette malheureuse chantait : il s'agit de la fameuse Romance du saule (Piangea cantando nell'erma landa/Elle a pleuré, en chantant sur la lande solitaire), immédiatement suivie d'un autre air célèbre écrit sur le texte de l’Ave Maria, qu'elle chante à son tour, en écho à sa triste situation amoureuse. Desdemona demande à sa suivante de sortir puis, ayant le sentiment qu'elle la voit pour la dernière fois, lui fait des adieux presque implorants. Pour se calmer, elle fait une prière à la Sainte Vierge, lui demandant la protection de l'opprimé contre le puissant, lui aussi malheureux, ce qui n'est évidemment pas anodin ! Cette superbe prière (Ave Maria, piena di grazia/Je vous salue, Marie, pleine de grâce) est entrée au répertoire des sopranos confirmées. Puis, sans ajouter un mot, elle se couche.
Les contrebasses, seules, dans un pianissimo menaçant introduisent un bref interlude : Otello entre et voit sa femme endormie, plus belle que jamais. Il reste muet, la contemplant de tous ses yeux ; il réprime un mouvement de fureur puis s'approche du lit et l'embrasse, ce qui l'éveille. « Chi è là ?/Qui est là ? » demande-t-elle avant de le reconnaître. Otello la regarde et sans préliminaires réitère son accusation d'adultère. De nouveau, elle proteste mais reste terrifiée quand Otello parle de la tuer. Qu'elle sauve au moins son âme en confessant l'ignoble faute dont elle s'est rendue coupable! Elle nie et demande qu'on amène Cassio pour qu'elle et lui soient disculpés. Lorsque Otello lui apprend sa mort (en réalité imaginaire), elle s'effondre : elle sait qu'elle ne peut plus le convaincre. « Pianger l'osi?/Tu oses pleurer ? » s'exclame Otello qui se jette sur elle. Desdemona a beau le supplier, il l'étrangle sur le lit dans un terrifiant crescendo de cordes. Elle pousse un cri d'agonie déchirant étouffé par l'effroyable vacarme de l'orchestre qui joue tutta forza, mais l'orage se calme peu à peu.
Otello contemple le corps de son épouse (Calma come la tomba/Calme comme le tombeau). Soudain, on frappe à la porte, c'est Emilia. Elle révèle que Cassio a tué Roderigo qui l'avait provoqué en duel et remarque avec terreur la forme blanche, étendue sur le lit, qui a encore la force de souffler quelques mots. Dans un dernier acte d'amour, Desdemona, faiblement, disculpe son mari et prétend s'être suicidée puis meurt. Otello, fou de rage dit qu'il l'a tuée. Les cris d'Emilia font accourir Cassio, Iago, Lodovico et Montano. Iago tente de faire taire sa femme mais elle révèle l'épisode du mouchoir. Quant à Montano, il a reçu de Roderigo mourant l'aveu du complot de Iago. Acculé, Iago s'enfuit quand Otello lui ordonne de se disculper.
Scène finale : Otello s'aperçoit de l'erreur fatale qu'il a commise en faisant confiance à Iago et le terrible dénouement qui s'est ensuivi (Niun mi tema/Je cours, vous me craignez). Lodovico lui ordonne de lui remettre son épée, ce qu'il fait avant de se pencher sur Desdemona et de se lamenter sur sa mort puis, sortant un poignard de sa ceinture, il se suicide. « Orror!/Quelle horreur! » s'exclament les personnages restants. Mais la mort ne vient pas tout de suite : Otello, chantant de plus en plus difficilement, s'approche de Desdemona et tandis que le hautbois reprend le thème du baiser de l'acte I, l'embrasse encore une fois (un bacio… un bacio ancora… Ah!… un altro bacio/Un baiser ... un baiser encore... Ah! ... un autre baiser) puis meurt à son tour. La tension accumulée depuis le coup de tonnerre du premier acte se relâche peu à peu dans les derniers coups pianississimo (ppp) de trombone qui achèvent l'opéra. Le rideau tombe lentement.

## Analyse
L'œuvre est analysée dans La Revue musicale, à l'article La Musique italienne et l’Othello de Verdi.

## Orchestration
3 flûtes (piccolo) ; 2 hautbois ; 1 cor anglais ; 2 clarinettes en do ; 1 clarinette basse ; 4 bassons ; 4 cors ; 2 cornets ; 2 trompettes ; 4 trombones (tromb. basse) ; timbales ; percussions ; orgue ; 2 harpes ; mandoline ; cithare ; cordes.

## Discographie et Vidéographie
- 1955 - Wolfgang Windgassen (Otello), Sena Jurinac (Desdemona), Norman Mittelmann (Iago), Argeo Quadri (dir.), Otto Schenck (m.e.s.), Stuttgart - Immortal (chanté en allemand)
- 1958 - Mario Del Monaco (Otello), Rosanna Carteri (Desdemona), Renato Capecchi (Iago), Tulio Serafin (dir.), Milan
- 1959 - Mario Del Monaco (Otello), Gabriella Tucci (Desdemona), Tito Gobbi (Iago), Alberto Frede (dir.) - VAI
- 1961 - Jon Vickers (Otello), Leonie Rysanek (Desdemone), Tito Gobbi (Iago), Rome Opera orchestra et Chorus, direction Tullio Serafin.
- 1962 - Mario Del Monaco (Otello), Reneta Tebaldi (Desdemone), Aldo Protti (Iago), Wiener Philharmoniker, Herbert von Karajan (dir.). Cet enregistrement est considéré par une partie de la critique comme une référence.
- 1962 - Hans Beirer (Otello), Renata Tebaldi (Desdemona), William Dooley (Iago), Orchestre philharmonique de Berlin, Giuseppe Patané (dir.)
- 1974 - Jon Vickers (Otello), Mirella Freni (Desdemona), Peter Glossop (Iago), Orchestre philharmonique de Berlin, Herbert von Karajan (dir. et m.e.s.) - DG
- 1976 - Placido Domingo (Otello), Mirella Freni (Desdemona), Piero Cappuccilli (Iago), chœur et orchestre de la Scala, Carlos Kleiber (dir.), Franco Zeffirelli (m.e.s.)
- 1976 - Placido Domingo (Otello), Margaret Price (Desdemona), Gabriel Bacquier (Iago), chœur et orchestre de l'Opéra de Paris, Georg Solti (dir.), Terry Hands (m.e.s.)
- 1978 - Placido Domingo (Otello), Margaret Price (Desdemona), Kostas Paskalis (Iago), chœur et orchestre de l'Opéra de Paris, Nello Santi (dir.), Terry Hands (m.e.s.) - INA
- 1979 - Jon Vickers (Otello), Renata Scotto (Desdemona), Cornell MacNeil (Iago), chœur et orchestre du Metropolitan Opera, James Levine (dir.), Franco Zeffirelli (m.e.s.) - Sony
- 1979 - José Carreras (Otello), Frederica von Stade (Desdemona), Gianfranco Pastine (Iago), Ambrosian Opera Chorus, Philharmonia Orchestra, Jesús López Cobos (dir.) - Philips
- 1982 - Vladimir Atlantov (Otello), Kiri Te Kanawa (Desdemona), Oiero Cappuccilli (Iago), chœur et orchestre des Arènes de Vérone, Zoltan Pesko (dir.), Gianfranco De Bosio (m.e.s.)
- 1986 - Placido Domingo (Otello), Katia Ricciarelli (Desdemona), Justino Díaz (Iago), chœur et orchestre de la Scala, Lorin Maazel (dir.), Franco Zeffirelli (m.e.s.), Scala - MGM
- 1992 - Placido Domingo (Otello), Kiri Te Kanawa (Desdemona), Sergei Leiferkus (Iago), chœur et orchestre du Royal Opera House (Covent Garden), Georg Solti (dir.), Elijah Moshinsky (m.e.s.) - Kultur Video
- 1995 - Placido Domingo (Otello), Renée Fleming (Desdemona), James Morris (Iago), chœur et orchestre du Metropolitan Opera, James Levine (dir.) - DG
- 1997 - José Cura (Otello), (Otello), Barbara Frittoli (Desdemona), Ruggero Raimondi (Iago), Orchestre philharmonique de Berlin, Claudio Abbado (dir.), Turin - RAI 2
- 2001 - Christian Franz (Otello), Emily Magee (Desdemona), Valeri Alexejev (Iago), chœur et orchestre du Staatsoper de Berlin, Daniel Barenboim (dir.), Jürgen Flimm (m.e.s.)
- 2001 - Placido Domingo (Otello), Barbara Frittoli, (Desdemona), Leo Nucci (Iago), chœur et orchestre de la Scala, Riccardo Muti (dir.), Scala - RAI Trade
- 2003 - Vladimir Galouzine (Otello), Tamar Iveri (Desdemona), Jean-Philippe Lafong (Iago), Orchestre national de France, Evelino Pido (dir.), Nicolas Joël (m.e.s.), Chorégies d'Orange
- 2005 - Ernesto Grisales (Otello), Svetla Krasteva (Desdemona), Alfio Grasso (Iago), Tulio Gagliardo (dir.), Madrid - Miramon-Mendi
- 2006 - José Cura (Otello), Krassimira Stoyanova (Desdemona), Lado Altenalli (Iago), chœur et orchestre du Liceu, Antoni Ros-Marba (dir.), Willy Decker (m.e.s.), Grand Teatre del Liceu, Barcelone - Opus Arte
- 2008 - Aleksandrs Antonenko (Otello), Marina Poplavskaya (Desdemona), Carlos Álvarez (Iago), orchestre philharmonique de Vienne, Riccardo Muti (dir.), Stephen Langridge (m.e.s.), Festival de Salzbourg - Unitel
- 2012 - Johan Botha (Otello), Renée Fleming (Desdemona), Falk Struckmann (Iago), chœur et orchestre du Metropolitan Opera, Semyon Bychkov (dir.), DVD -  MET
- 2013 -  Aleksandrs Antonenko (Otello), Krassimira Stoyanova (Desdemone), Carlo Guelfi (Iago), Chicago Symphony Orchestra and Chorus direction Riccardo Muti, CD CSO.
- 2015 -   Aleksandrs Antonenko (Otello), Sonya Yoncheva (Desdemone), Zeljko Lucic (Iago), chœur et orchestre du Metropolitan Opera, direction Yannick Nezet-Seguin, mise en scène : Bartlett Sher - DVD MET. Sony Classical.
- 2017 -  Jonas Kaufmann (Otello), Maria Agresta (Desdemona), Marco Vratogna (Iago), Frédéric Antoun (Cassio), Orchestre du Royal Opera House, Direction musicale : Antonio Pappano, mise en scène : Keith Warner (représentation de juin 2017). Sony Classical. Sortie du DVD en 2018. Sony Classical-
- 2020 - Jonas Kaufmann (Otello), Federica Lombardi (Desdemona), Carlos Alvarez (Iago), Liparit Avetisyan (Cassio), Orchestra e Coro dell'Accademia Nazionale di Santa Cecilia, direction musicale : Antonio Pappano. Enregistrement studio, réalisé en juillet 2019. CD Sony Classical-

La vidéographie dOtello débute avec quelques témoignages de la télé en noir et blanc des années 1950 : en Allemagne en 1955 en langue allemande, puis Mario Del Monaco à Milan et à Tokyo.
En 1974, Herbert Von Karajan filme en studio sa mise en scène en même temps qu'il grave sa version sur disque.
Les multiples représentations et distributions filmées sur scène à partir des années 1970 ressortent désormais en DVD, notamment chez Deutsche Grammophon les productions du Metropolitan Opera dirigées par James Levine, d'abord avec Jon Vickers puis à partir de 1975 avec Placido Domingo. Pendant 25 ans, Placido Domingo va incarner le rôle sur toutes les scènes avec les plus grandes sopranos et les plus grands chefs.
Depuis les années 2000, les productions se succèdent rapidement, dirigées par des chefs de premier plan, avec une nouvelle génération d'interprètes, parmi lesquels il faut citer ceux qui ont été immortalisés en CD ou DVD et ont interprété le rôle plusieurs fois sur les grandes scènes internationales,  José Cura, Johan Botha, Aleksandr Antonenko et Jonas Kaufmann. Les mises en scène évoluent également, elles se modernisent, comme celle de Willy Decker à Genève en 2004, et prennent davantage en compte le drame de Desdemone comme celle de Amélie Niermeyer en 2018 à l'opéra de Munich ou celle de Mario Martone au Teatro San Carlo de Naples en 2021.

### Sources et bibliographie
- Otello dans L'Avant-Scène Opéra, Paris, 2004
- Istituto nazionale di studi verdiani
- Alain Pâris, Dictionnaire des interprètes, Robert Laffont.
- Michel Debrocq et Piotr Kaminski, Otello dans Jean Cabourg (dir.), Guide des opéras de Verdi, coll. Les indispensables de la musique, Fayard, Paris, 1990, p. 1081–1170.  (ISBN 2-213-02409-X)
- Patrick Favre-Tissot-Bonvoisin, " Giuseppe VERDI ", Bleu Nuit Éditeur, Paris, 2013. (ISBN 978-2-35884-022-4)
- Gustav Kobbé et Harewood, Otello dans Tout l'opéra, de Monteverdi à nos jours, Robert Laffont ; réédition coll. Bouquins, 1993, p. 428–431  (ISBN 2-221-07131-X)
- Piotr Kaminski, Otello dans Mille et un opéras, coll. Les Indispensables de la musique, Fayard, Paris, 2004, p. 1630–1634  (ISBN 978-2-213-60017-8)
- André Lischke, Étienne Barilier, Jean-Michel Brèque, Alessandro di Profio, Christian Merlin, Pierre Flinois, Christophe Capacci, Jean-Louis Dutronc, Elisabetta Soldini, Otello dans L’Avant-scène Opéra, Paris, 2004, 168 p.  (ISBN 2-84385-189-0)
- Chantal Cazaux, « Giuseppe Verdi mode d'emploi » dans L’Avant-scène Opéra, Paris, 2012, p. 144-205  (ISBN 978-2843-852749)
- Sylvain Fort (dir.), L'Univers de l'opéra, coll. Bouquins, Robert Laffont, Paris, 2012, p. 786-788  (ISBN 978-2-221-11546-6)